# Birds of South Asia. The Ripley Guide
Birds of South Asia. The Ripley Guide est un guide de terrain ornithologique en deux volumes écrit par Pamela C. Rasmussen et John C. Anderton, illustrateur, et qui traite des oiseaux d'Asie du Sud. Il est publié en 2005 par la Smithsonian Institution et Lynx Edicions, également connue pour éditer le Handbook of the Birds of the World. Les pays couverts sont l'Inde, le Bangladesh, le Pakistan, le Sri Lanka, le Népal, le Bhoutan, les Maldives, l'archipel des Chagos et l'Afghanistan ; ce dernier pays avait été exclu des travaux antérieurs portant sur cette région. Au total, 1 508 espèces sont traitées (ce chiffre comprend 85 espèces « hypothétiques » et 67 « possibles », qui sont donnés à titre moins importants). Deux aspects remarquables de Birds of South Asia sont son organisation selon les preuves de la distribution — les auteurs s'étant fondé presque seulement sur les données attachées à des spécimens de musée — et son approche taxinomique, impliquant un grand nombre de découpages sub-spécifiques.